# مونتي كريستو
مونتي كريستو (بالإنجليزية: Monte Cristo)‏ هي شركة فرنسية متخصصة في ألعاب الفيديو ، تأسست عام 1995 ويقع مقرها في باريس. تقوم الشركة بـ تطوير ونشر ألعاب الفيديو. أعلنت الشركة إفلاسها في 2010 وأغلقت.

## من ألعابها
- سيتي لايف

## وصلات خارجية
- مونتي كريستو على موقع ميوزك برينز (الإنجليزية)

- الموقع الإلكتروني